# Superpuchar Portugalii w piłce siatkowej mężczyzn (2017)
Superpuchar Portugalii w piłce siatkowej mężczyzn 2017 – 21. edycja rozgrywek o Superpuchar Portugalii rozegrana 30 września 2017 roku w Complexo Municipal dos Desportos w Almadzie. W meczu o Superpuchar udział wzięły dwa kluby: mistrz Portugalii w sezonie 2016/2017 - SL Benfica oraz zdobywca Pucharu Portugalii 2017 - SC Espinho.
Po raz piąty zdobywcą Superpucharu Portugalii został SC Espinho.

## Drużyny uczestniczące
| Drużyna    | Osiągnięcia w sezonie 2016/2017 |
| ---------- | ------------------------------- |
| SL Benfica | mistrzostwo Portugalii          |
| SC Espinho | zdobycie Pucharu Portugalii     |

## Mecz
Sobota, 30 września 2017 – 20:30 (UTC+1) • Complexo Municipal dos Desportos, Almada
Czas trwania meczu: 146 minut
| SL Benfica         | 2:3                                        | SC Espinho        |
| Hugo Gaspar 34 pkt | (25:19, 22:25, 23:25, 31:29, 11:15) raport | José Rojas 24 pkt |

| Poz.                 | Nr | Zawodnik            | 1        | 2        | 3        | 4        | 5        | Pkt |
| -------------------- | -- | ------------------- | -------- | -------- | -------- | -------- | -------- | --- |
| P                    | 3  | André Lopes         | 4 jeden  | 4 jeden  | 5 dwa    | 9 sześć  | 8 pięć   | 10  |
| A                    | 8  | Hugo Gaspar         | 9 sześć  | 9 sześć  | 4 jeden  | 8 pięć   | 7 cztery | 34  |
| P                    | 10 | Mirosław Gradinarow | 7 cztery | 7 cztery | 8 pięć   | 6 trzy   | 5 dwa    | 20  |
| Ś                    | 11 | Filip Cveticanin    | 5 dwa    | 5 dwa    | 6 trzy   | 4 jeden  | 9 sześć  | 7   |
| Ś                    | 16 | Flávio Soares       | 8 pięć   | 8 pięć   | 9 sześć  | 7 cztery | 6 trzy   | 6   |
| R                    | 17 | Tiago Violas        | 6 trzy   | 6 trzy   | 7 cztery | 5 dwa    | 4 jeden  | 3   |
| L                    | 7  | Ivo Casas           | L        | L        | L        | L        | L        |     |
| Zmiany               |    |                     |          |          |          |          |          |     |
| R                    | 2  | Raphael Margarido   |          | 2 zmiana |          | 2 zmiana | 2 zmiana |     |
| P                    | 5  | Ary Neto            |          | 2 zmiana | 2 zmiana | 2 zmiana | 2 zmiana |     |
| A                    | 9  | Milija Mrdak        |          | 2 zmiana |          | 2 zmiana | 2 zmiana | 4   |
| Nie weszli na boisko |    |                     |          |          |          |          |          |     |
| Ś                    | 4  | Miguel Sinfrónio    |          |          |          | 4 pusty  | 4 pusty  |     |
| P                    | 12 | Dušan Stojsavljević |          |          |          | 4 pusty  | 4 pusty  |     |
| Trener               |    |                     |          |          |          |          |          |     |
| José Jardim          |    |                     |          |          |          |          |          |     |

| Poz.                 | Nr | Zawodnik          | 1        | 2        | 3        | 4        | 5        | Pkt |
| -------------------- | -- | ----------------- | -------- | -------- | -------- | -------- | -------- | --- |
| P                    | 1  | José Rojas        | 4 jeden  | 5 dwa    | 6 trzy   | 5 dwa    | 6 trzy   | 24  |
| P                    | 5  | Roberto Reis      | 7 cztery | 8 pięć   | 9 sześć  | 8 pięć   | 9 sześć  | 17  |
| Ś                    | 10 | Everton Almeida   | 5 dwa    | 6 trzy   | 7 cztery | 6 trzy   | 7 cztery | 15  |
| Ś                    | 12 | Hélio Sanches     | 8 pięć   | 9 sześć  | 4 jeden  | 9 sześć  | 4 jeden  | 15  |
| A                    | 15 | Luís Arias        | 6 trzy   | 7 cztery | 8 pięć   | 7 cztery | 8 pięć   | 12  |
| R                    | 17 | Armando Velásquez | 9 sześć  | 4 jeden  | 5 dwa    | 4 jeden  | 5 dwa    | 4   |
| L                    | 7  | Januário Alvar    | L        | L        | L        | L        | L        |     |
| Zmiany               |    |                   |          |          |          |          |          |     |
| P                    | 9  | Fabrício Barros   | 2 zmiana |          |          | 4 pusty  | 4 pusty  |     |
| R                    | 14 | Frederico Santos  | 2 zmiana | 2 zmiana | 2 zmiana | 2 zmiana | 2 zmiana |     |
| Nie weszli na boisko |    |                   |          |          |          |          |          |     |
| L                    | 8  | Simão Teixeira    |          |          |          | 4 pusty  | 4 pusty  |     |
| P                    | 11 | João Pedrosa      |          |          |          | 4 pusty  | 4 pusty  |     |
| Ś                    | 16 | José Andrade      |          |          |          | 4 pusty  | 4 pusty  |     |
| Trener               |    |                   |          |          |          |          |          |     |
| Rui Pedro            |    |                   |          |          |          |          |          |     |

## Statystyki meczowe
| BEN | STATYSTYKI        | ESP |
| 112 | MAŁE PUNKTY       | 113 |
| 67  | ATAK              | 63  |
| 11  | BLOK              | 14  |
| 6   | SERWIS            | 10  |
| 28  | BŁĘDY PRZECIWNIKA | 26  |

## Ustawienie wyjściowe drużyn
| Lopes Cveticanin Violas Gradinarow Soares Gaspar Casas Rojas Almeida Arias Reis Sanches Velásquez Alvar |